# ITV國界

紅色地區是ITV國界的播出地區

ITV國界（ITV Border），前稱國界電視（Border Television）。是英格蘭和蘇格蘭交界地區的獨立電視網特許經營區域，範圍包括坎布里亞、鄧弗里斯-加洛韋、蘇格蘭邊區和諾森伯蘭的部分地區.在1965年3月26日至2009年7月15日期間，ITV國界的牌照區域還包括曼島。國界電視在2001年被格拉納達股份收購，並在2004年改名為ITV國界。目前ITV國界製作播出區域新聞節目Lookaround.

## 外部連結
- itv.com上《ITV Border 》的資料